# Hymenodictyon seyrigii
Hymenodictyon seyrigii är en måreväxtart som beskrevs av Alberto Judice Leote Cavaco. Hymenodictyon seyrigii ingår i släktet Hymenodictyon och familjen måreväxter. Inga underarter finns listade i Catalogue of Life.